# ملعب عمر أوصيف
ملعب عمر أوصيف هو ملعب لكرة القدم يقع في مدينة عين تموشنت الجزائرية. وهو مكان تدريب نادي شباب تموشنت.

## أحداث هامة
- بطولة أفريقيا تحت 20 سنة لكرة القدم 2013